# سعد محمد الحريقي
سعد بن محمد بن سعد الحريقي هو أكاديمي سعودي وعضو في مجلس الشورى السعودي منذ أن تم تعيينه بأمر ملكي في 3 ربيع الأول، 1438هـ الموافق لـ2 ديسمبر 2016م. يعمل مديراً لجامعة الباحة اعتباراً من 14/11/1428هـ.

## الحياة التعليمية
درس سعد الحريقي البكالوريوس في التربية من كلية التربية بجامعة الملك سعود. والماجستير في تقنيات التعليم والتربية من جامعة أوهايو – أمريكا، ثم استكمل دراسته العليا بحصوله على الدكتوراه في نظم التعليم والتربية من جامعة ولاية بنسلفانيا – أمريكا.

## الحياة المهنية
- عضو مجلس الشورى اعتباراً من 25/4/1436هـ[2]
- مدير جامعة الباحة اعتباراً من 14/11/1428هـ[2]
- وكيل جامعة الملك فيصل للتطوير وخدمة المجتمع خلال الفترة من 29/6/1402هـ وحتى 13/11/1428هـ[2]
- وكيل جامعة الملك فيصل للشئون الأكاديمية خلال الفترة من 28/6/1414هـ وحتى 28/6/1426هـ[2]
- أمين عام جامعة الملك فيصل خلال الفترة من 22/12/1410هـ وحتى 27/6/1414هـ[2]
- عميد كلية التربية بجامعة الملك فيصل خلال الفترة من 24/3/1405هـ وحتى 21/12/1410هـ.[2]
- عميد كلية التربية بجامعة الملك فيصل خلال الفترة من 24/3/1405هـ وحتى 21/12/1410هـ[2]
- وكيل كلية التربية بجامعة الملك فيصل خلال الفترة من 11/4/1404هـ وحتى 23/3/1405هـ[2]
- أستاذ كلية التربية بجامعة الملك فيصل خلال الفترة من 24/2/1415هـ وحتى تاريخه[2]
- أستاذ مشارك بجامعة الملك فيصل خلال الفترة من 10/5/1411هـ وحتى 23/2/1415هـ[2]
- أستاذ مساعد بجامعة الباحة خلال الفترة من 19/12/1403هـ وحتى 9/5/1411هـ[2]

## وصلات خارجية
- موقع مجلس الشورى السعودي الرسمي.
- معرض صور مجلس الشورى السعودي[وصلة مكسورة].